# Christian Lenze
Christian Lenze (* 26. April 1977 in Magdeburg) ist ein ehemaliger deutscher Fußballspieler.

## Karriere
In der Jugend und in den ersten beiden Jahren im Seniorenbereich spielte Lenze beim 1. FC Magdeburg, bevor er 1999 zu Kickers Emden wechselte. 2001 schloss er sich Werder Bremen an, kam jedoch in der 1. Mannschaft zu keinem Einsatz, sondern spielte lediglich bei den Amateuren in der Regionalliga Nord.
Lenze wechselte zur Mitte der Saison 2003/04 zum VfL Osnabrück. Nach dem Abstieg der Osnabrücker in die Regionalliga wechselte er zu Eintracht Frankfurt. In der Zweitligasaison 2004/05 wurde er in der Hinrunde noch regelmäßig von Trainer Friedhelm Funkel aufgestellt und erzielte auch zwei Tore. In der Rückrunde kam er nur noch sehr selten zum Einsatz, jedoch gab es als erfolgreichen Saisonabschluss den Aufstieg in die 1. Bundesliga. Dies war sein bislang größter fußballerischer Erfolg.
Im Januar 2006 wechselte er zum FC Erzgebirge Aue, für den er in 25 Zweitligaspielen drei Tore erzielte, ehe er im August 2007 zu Eintracht Braunschweig in die Regionalliga wechselte. In Braunschweig wurde Lenze Stammspieler und absolvierte in zwei Jahren 51 Spiele, in denen er fünf Tore erzielte. Trotzdem wurde am Saisonende 2008/09 sein auslaufender Vertrag nicht verlängert. Nachdem er einige Monate vereinslos gewesen war, unterschrieb er im November 2009 beim VfB Oldenburg einen Vertrag bis 2011. Dieser wurde im Juni 2010 aus beruflichen Gründen wieder aufgelöst.
Lenze war beidfüßig und dafür bekannt, Ecken sowohl von der linken, als auch von der rechten Seite direkt zu verwandeln.